# Бузьки
Бузьки (Бузько) — упразднённый в 1967 году хутор в Анапском районе Краснодарского края России.

## География
Находился возле аэропорта  Анапа (Витязево), также возле упразднённых поселений Верхняя Султанка, Султановская и Нижняя Султановка.

## История
Упразднен Решением Краснодарского краевого Совета народных депутатов №470 от 06.07.1967

## Достопримечательности
В окрестностях хутора находится курган  (могильник) Султановский.